# Межсетевое взаимодействие
Межсетевое взаимодействие — способ соединения компьютерной сети с другими сетями с помощью шлюзов, которые обеспечивают общепринятый порядок маршрутизации пакетов информации между сетями. Полученная система взаимосвязанных сетей называется составной сетью, или просто интерсетью.
Наиболее ярким примером межсетевого взаимодействия является Интернет, сеть сетей, основанная на многих базовых технологиях оборудования, но объединённая стандартным набором протоколов межсетевого взаимодействия, известного как TCP/IP.
Самым простым примером составной сети являются две локальные сети, соединённые с помощью маршрутизатора. Использование коммутатора или концентратора для соединения локальных сетей не предполагает межсетевого взаимодействия, а лишь расширяет первоначальную сеть.

## Объединение сетей
Межсетевое взаимодействие разрабатывалось как способ соединения совершенно различных типов сетевых технологий, но стало популярно благодаря растущей потребности в соединении двух или более локальных сетей через некую глобальную сеть. Оригинальный термин для межсетевого взаимодействия был catenet.
Сегодня определение межсетевого взаимодействие включает в себя соединение других типов компьютерных сетей, таких как персональные вычислительные сети. Сетевые элементы для соединения отдельных сетей в сети arpanet, предшественник Интернета, первоначально назывались шлюзами, но термин устарел в этом контексте из-за возможности путаницы между названиями функционально разных устройств. Сегодня смежные шлюзы называются маршрутизаторами.
Другой тип межсетевой связи сетей обычно используется в пределах предприятия на канальном уровне сетевой модели OSI, то есть на аппаратно-ориентированном уровне стека протоколов TCP/IP. Такая взаимосвязь осуществляется с помощью сетевых мостов и коммутаторов. Такой тип взаимодействия иногда неправильно называют межсетевым, но получившаяся система — это просто более крупная единая подсеть, и не требуется никакого межсетевого протокола, как например, IP, для работы таких сетей. Однако, любая компьютерная сеть может быть преобразована в интерсеть путём деления сети на сегменты и логического разделения трафика на сегменты маршрутизатором. Протокол IP предназначен для обеспечения ненадёжного (не гарантированно) обслуживания пакетов по всей сети. Такая архитектура позволяет избежать промежуточных элементов сети для поддержания любого состояния сети. Напротив, эта функция возложена на конечные точки каждого сеанса связи. Для надёжной передачи данных приложения должны использовать соответствующие протоколы транспортного уровня, например протокол управления передачей (ТСР), который обеспечивает надёжный поток данных. Некоторые приложения для задач, которые не требуют надёжной доставки данных или требуют доставки пакетов в режиме реального времени, таких как потоковое видео или голосовой чат, используют более простой транспортный протокол без установления соединения, Протокол пользовательских Дейтаграмм (udp).

## Сетевые модели
Для описания протоколов и методов, используемых в межсетевом взаимодействии, используются две архитектурные модели.
Базовая эталонная модель взаимодействия открытых систем (модель OSI) была разработана под эгидой Международной организации по стандартизации (ISO) и предоставляет точное описание для уровней функционирования протоколов от базового аппаратного к программному интерфейсу в пользовательском приложении. Межсетевое взаимодействие реализуется в сетевом уровне (уровень 3) модели.
Набор сетевых протоколов передачи данных, так называемый протокол TCP/IP, не был разработан в соответствии модели OSI и не ссылается на неё в каких-либо нормативных спецификациях Рабочего предложения (RFC) и Стандартов Интернета (STD). Несмотря на схожий внешний вид многоуровневого модели, он использует гораздо менее строгую, свободно определяемую архитектуру, которая касается только аспектов логических сетей. Он не включает в себя описание аппаратных низкоуровневых интерфейсов, и предполагает доступность интерфейса канального уровня для локальных сетей, через подключенный хост. Межсетевое взаимодействие оперирует своими протоколами Интернет уровня.